# Un palais d'épines et de roses
Un palais d'épines et de roses (titre original : A Court of Thorns and Roses, acronyme : ACOTAR) est une série de romans Young Adult de high fantasy écrite par l'auteure américaine Sarah J. Maas. Le premier tome éponyme, publié en mai 2015, suit le voyage de Feyre Archeron, une mortelle amenée dans les mystérieuses terres de Prythian pour avoir assassiné un fae, ainsi que l'histoire d'amour et le combat acharné qui suivent son entrée dans les terres des faes. 
La série est apparue dans la liste des meilleures ventes du New York Times et a été choisie par Hulu pour une adaptation de série télévisée par Ronald D. Moore. 

## Écriture
Sarah J. Maas a initialement conçu la série comme une relecture des contes de fées La Belle et la Bête, À l'est du soleil et à l'ouest de la lune, et Tam Lin. Si ces contes ont bien inspiré la série, elle n'en est pas devenue une réécriture au sens strict.
L'auteure a commencé la rédaction d’Un palais d'épines et de roses au début de l'année 2009, la première ébauche ayant pris environ cinq semaines.
La première version du second tome, Un palais de colère et de brume, a été entièrement rédigée selon un point de vue partagé entre Feyre et Rhys ; l'ouvrage a connu plusieurs changements de nom, notamment A Court of Wind and Stone (qui peut être traduit par « Un palais de vent et de pierre »), A Court of Calm and Fury (qui peut être traduit par « Un palais de calme et de fureur »), A Court of Stars and Smoke (qui peut être traduit par « Un palais d'étoiles et de fumée »), A Court of Wings and Stars (qui peut être traduit par « Un palais d'ailes et d'étoiles »), A Court of Venom and Silver (qui peut être traduit par « Un palais de venin et d'argent ») et A Court of Stars and Frost (qui peut être traduit par « Un palais d'étoiles et de givre »). Comme le premier roman, le second est basé sur plusieurs mythes et contes de fées, notamment les dieux Hadès et Perséphone de la mythologie grecque qui ont inspiré les personnages de Rhysand et Feyre et leur maison dans la Cour de la Nuit. Deux autres inspirations notables sont d'une part le conte Hansel et Gretel des frères Grimm, qui a inspiré le personnage du Tisserand, d'autre part le Livre de l'Exode, qui a partiellement inspiré l'histoire de Miryam et Drakon.
Le 12 juillet 2016, Entertainment Weekly indique que Sarah J. Maas est en train d'écrire cinq nouveaux livres pour la série, qui comprendraient deux nouvelles et trois autres romans se déroulant avant et après la première trilogie,.
En 2020, la série est réimprimée et publiée par Bloomsbury avec de nouvelles couvertures illustrées. 
Un palais d'épines et de roses se situe dans la zone grise entre la littérature Young Adult et New adult depuis la publication du premier livre. Au moment de sa publication, la catégorisation New Adult n'avait pas pris la direction que les éditeurs espéraient ; l'auteure a donc accepté de publier le livre en tant que Young Adult, à condition que son éditeur ne censure aucun contenu sexuel. La série est désormais fermement classée comme New Adult.

## Livres

### Série
1. Un palais d'épines et de roses, La Martinière jeunesse, 2017 ((en) A Court of Thorns and Roses, 2015), trad. Anne-Judith Descombey, 524 p.  (ISBN 978-2-7324-7230-0)
2. Un palais de colère et de brume, La Martinière jeunesse, 2018 ((en) A Court of Mist and Fury, 2016), trad. Anne-Judith Descombey, 718 p.  (ISBN 978-2-7324-8521-8)
3. Un palais de cendres et de ruines, La Martinière jeunesse, 2019 ((en) A Court of Wings and Ruin, 2017), trad. Anne-Judith Descombey, 730 p.  (ISBN 978-2-7324-8880-6)
4. Un palais de glace et de lumière, La Martinière jeunesse, 2019 ((en) A Court of Frost and Starlight, 2018), trad. Anne-Judith Descombey, 333 p.  (ISBN 978-2-7324-9076-2)
5. Un palais de flammes d'argent, La Martinière jeunesse, 2021 ((en) A Court of Silver Flames, 2021), trad. Anne-Judith Descombey, 816 p.  (ISBN 978-2-7324-9877-5)

### Œuvres dérivées
- (en) A Court of Thorns and Roses Coloring Book, 2017

## Adaptations
Une option sur les droits d'adaptation audiovisuelle d'Un palais d'épines et de roses est prise par Jo Bamford et Piers Tempest de Tempo Productions en novembre 2015. Les producteurs ont révélé en 2018 qu'ils avaient embauché Rachel Hirons pour travailler en tant que scénariste du film.
En mars 2021, il a été annoncé que la série de romans Un palais d'épines et de roses avait été choisie pour une adaptation télévisée par 20th Television pour Hulu. La série devrait être développée par Ronald D. Moore, aux côtés de Sarah J. Maas.

## Interdictions

### Utah
En août 2024, la commission scolaire de l'Utah décide de retirer la série dans les bibliothèques scolaires de l'état,.